# Ondřej Pažout
Ondřej Pažout (1º luglio 1999) è un combinatista nordico ceco.

## Biografia
Attivo in gare FIS dal gennaio del 2015, Pažout ha esordito in Coppa del Mondo il 26 novembre 2016 a Kuusamo (27º), ai Campionati mondiali a Lahti 2017, dove si è classificato 46º nel trampolino lungo e 11º nella gara a squadre dal trampolino normale, e ai Giochi olimpici invernali a Pyeongchang 2018, piazzandosi 34º nel trampolino normale, 37º nel trampolino lungo e 7º nella gara a squadre. Ai Mondiali di Seefeld in Tirol 2019 è stato 36º nel trampolino normale, 40º nel trampolino lungo e 9º nella gara a squadre dal trampolino normale, mentre a quelli di Oberstdorf 2021 si è classificato 13º nel trampolino normale, 24º nel trampolino lungo, 8º nella gara a squadre e 7º nella sprint a squadre; l'anno dopo ai XXIV Giochi olimpici invernali di Pechino 2022 si è piazzato 29º nel trampolino normale, 29º nel trampolino lungo e 7º nella gara a squadre. Ai Mondiali di Planica 2023 è stato 21º nel trampolino normale, 26º nel trampolino lungo e 9º nella gara a squadre.

## Palmarès

### Mondiali juniores
- 1 medaglia:
  - 1 oro (trampolino normale a Kandersteg/Goms 2018)

### Coppa del Mondo
- Miglior piazzamento in classifica generale: 43º nel 2020